# Themistoclesia mucronata
Themistoclesia mucronata là một loài thực vật có hoa trong họ Thạch nam. Loài này được (Benth.) Sleumer miêu tả khoa học đầu tiên năm 1936.